# Étienne Legrand
Pour les articles homonymes, voir Legrand.
 Étienne Legrand, baron de Mercey , né le 18 mars 1755 à Pont-de-Vaux (Ain), mort le 11 mai 1828 à Pont-de-Vaux (Ain), est un général français de la Révolution et de l’Empire.

## États de service
Il entre en service le 19 mars 1773 comme soldat au régiment Mestre de Camp Général dragons, et il est congédié en 1781. Le 1er mai 1781 il passe au régiment de Condé dragons, il devient maréchal des logis quelques mois après et porte-guidon le 17 janvier 1784, il est réformé le 1er mai 1788 et rejoint ses foyers.
Le 25 janvier 1792 il reprend du service comme lieutenant dans le 17e régiment de dragons, et il fait avec ce régiment la première campagne de la Révolution à l’armée du Nord. Il passe capitaine le 11 mai 1792, et adjudant général chef de brigade le 27 août 1793.
Il est promu général de brigade provisoire le 15 septembre 1793, et il est nommé général de division le 8 avril 1794. Il sert en cette qualité, soit à l’armée du Nord, soit à celle de Sambre-et-Meuse où il reste jusqu’en septembre 1795, époque à laquelle il est autorisé à prendre sa retraite.
Le 9 septembre 1797 il est admis au traitement de réforme et le 16 octobre 1798, il reprend du service comme général de brigade dans la 8e division militaire. Le 23 septembre 1801 il est mis en non activité. Le 23 septembre 1802 il est employé dans la 25e division militaire et le 21 septembre 1803 il prend le commandement par intérim de cette division. Il est fait chevalier de la Légion d’honneur le 11 décembre 1803 et commandeur de l’ordre le 14 juin 1804.
Le 27 mars 1805 il est remplacé au commandement de la 25e division militaire, mais il est néanmoins maintenu comme général de brigade. Le 24 septembre 1805 il est envoyé à la Grande Armée dans le corps de réserve, sous les ordres de Lefebvre. Il est créé baron de l’Empire le 15 juin 1808, et le 6 décembre 1808, il se rend au camp de Boulogne.
Le 10 juin 1810, l’Empereur l’emploie dans la 25e division militaire, et le 10 juin 1812 il l’appelle au commandement de la 6e brigade des Gardes nationales de Cherbourg puis à celui du département de Saône-et-Loire le 5 mai 1813, où il reste jusqu’en mai 1814.
Il est admis à la retraite le 24 décembre 1814, et le 11 juin 1815 il est remis en activité pour commander une brigade de Gardes nationales. 
Il est réadmis à la retraite par une ordonnance du 1er août 1815.
Il meurt à Pont-de-Vaux le 11 mai 1828.
Parmi ses descendants figure l'archéologue et préhistorien Alexandre-Charles-Étienne Le Grand de Mercey, son petit-fils, né à Mercey (Montbellet) le 10 mai 1828 – la veille de la mort de son grand-père – et décédé au même lieu en 1884, président de la Société des amis des arts et des sciences de Tournus.

## Dotation
- Le 17 mars 1808 : Dotation de 4 000 francs de rentre annuelle sur les biens réservés en Westphalie.

## Armoiries
| Figure | Nom du baron et blasonnement |
| ------ | --- |
|        | Armes du baron Étienne Legrand et de l'Empire, décret du 19 mars 1808, lettres patentes du 15 juin 1808, commandeur de la Légion d'honneur D'azur à la tour crénelée d'or accompagnée à dextre et à sénestre de deux étoiles d'or, surmontée en chef à dextre d'un casque d'or; quartier des barons sortis de l'armée - Livrées : bleu, rouge, jaune. |

## Sources
- (en) « Generals Who Served in the French Army during the Period 1789 - 1814: Eberle to Exelmans »
- Thierry Pouliquen, « Les généraux français et étrangers ayant servis [sic] dans la Grande Armée » (consulté le 9 avril 2014)
- « La noblesse d’Empire » (consulté le 9 avril 2014)
- « Cote LH/1562/52 », base Léonore, ministère français de la Culture
- A. Lievyns, Jean Maurice Verdot, Pierre Bégat, Fastes de la Légion-d'honneur, biographie de tous les décorés accompagnée de l'histoire législative et réglementaire de l'ordre, volume 3, Bureau de l’administration, janvier 1844, 529 p. (lire en ligne), p. 284.
- (pl) « Napoléon.org.pl »